# Mathieu du Boscq
Mathieu du Boscq, mort en 1418, est un prélat français, évêque de Lisieux au XVe siècle. 

## Biographie
Il est le neveu de Nicolas du Bosc, chancelier de France.
Mathieu du Boscq est chanoine, trésorier de Bayeux et conseiller au parlement de Paris. Il est évêque de Lisieux en 1418. On ne sait pas beaucoup de ce prélat.